# Hydroporus pfefferi
Hydroporus pfefferi är en skalbaggsart som beskrevs av Wewalka 1974. Hydroporus pfefferi ingår i släktet Hydroporus och familjen dykare. Inga underarter finns listade i Catalogue of Life.